# Veslanje na Poletnih olimpijskih igrah 1980
Veslanje na Poletnih olimpijskih igrah 1980. Tekmovanja so potekala v osmih disciplinah za moške in šestih za ženske.

## Dobitniki medalj
| Disciplina            | Zlato | Srebro | Bron |
| Enojec                | Pertti Karppinen (FIN) | Vasil Jakuša (URS) | Peter Kersten (GDR) |
| Dvojni dvojec         | Vzhodna Nemčija · Joachim Dreifke · Klaus Kröppelien | Jugoslavija · Zoran Pančić · Milorad Stanulov | Češkoslovaška · Zdeněk Pecka · Václav Vochoska |
| Dvojni četverec       | Vzhodna Nemčija · Frank Dundr · Carsten Bunk · Uwe Heppner · Martin Winter                                                                                            | Sovjetska zveza · Jurij Šapočka · Jevgenij Barbakov · Valerij Klešnjov · Mikola Dovhan                                                                                       | Bolgarija · Minčo Nikolov · Ljubomir Petrov · Ivo Rusev · Bogdan Dobrev |
| Dvojec brez krmarja   | Vzhodna Nemčija · Jörg Landvoigt · Bernd Landvoigt | Sovjetska zveza · Jurij Pimenov · Nikolaj Pimenov | Združeno kraljestvo · Charles Wiggin · Malcolm Carmichael |
| Dvojec s krmarjem     | Vzhodna Nemčija · Harald Jährling · Friedrich-Wilhelm Ulrich · Georg Spohr                                                                                            | Sovjetska zveza · Viktor Pereverzev · Genadij Krjuçkin · Aleksander Lukjanov                                                                                                 | Jugoslavija · Duško Mrduljaš · Zlatko Celent · Josip Reić |
| Četverec brez krmarja | Vzhodna Nemčija · Siegfried Brietzke · Andreas Decker · Stefan Semmler · Jürgen Thiele                                                                                | Sovjetska zveza · Aleksej Kamkin · Valerij Dolinin · Aleksander Kulagin · Vitalij Jelisejev                                                                                  | Združeno kraljestvo · John Beattie · Ian McNuff · David Townsend · Martin Cross |
| Četverec s krmarjem   | Vzhodna Nemčija · Dieter Wendisch · Walter Dießner · Ullrich Dießner · Gottfried Döhn · Andreas Gregor                                                                | Sovjetska zveza · Artūrs Garonskis · Dimants Krišjānis · Dzintars Krišjānis · Žoržs Tikmers · Juris Bērziņš                                                                  | Poljska · Grzegorz Stellak · Adam Tomasiak · Grzegorz Nowak · Ryszard Stadniuk · Ryszard Kubiak                                                                                      |
| Osmerec               | Vzhodna Nemčija · Bernd Krauß · Hans-Peter Koppe · Ulrich Kons · Jörg Friedrich · Jens Doberschütz · Ulrich Karnatz · Uwe Dühring · Bernd Höing · Klaus-Dieter Ludwig | Združeno kraljestvo · Duncan McDougall · Allan Whitwell · Henry Clay · Chris Mahoney · Andrew Justice · John Pritchard · Malcolm McGowan · Richard Stanhope · Colin Moynihan | Sovjetska zveza · Viktor Kokošin · Andrij Tiščenko · Oleksandr Tkačenko · Jonas Pinskus · Jonas Narmontas · Andrej Luhin · Oleksandr Mancevič · Ihar Majstrenko · Hrihorij Dmitrenko |

## Dobitnice medalj
| Disciplina          | Zlato | Srebro | Bron |
| Enojec              | Sanda Toma (ROU) | Antonina Mahina (URS) | Martina Schröter (GDR) |
| Dvojni dvojec       | Sovjetska zveza · Jelena Hlopceva · Larisa Popova | Vzhodna Nemčija · Cornelia Linse · Heidi Westphal | Romunija · Olga Homeghi · Valeria Răcilă |
| Dvojni četvorec     | Vzhodna Nemčija · Sybille Reinhardt · Jutta Ploch · Jutta Lau · Roswietha Zobelt · Liane Buhr                                                                         | Sovjetska zveza · Antonina Pustovit · Jelena Matijevska · Olga Vasilčenko · Nadežda Ljubimova · Nina Čeremisina                                                               | Bolgarija · Marjana Serbezova · Rumeljana Bončeva · Dolores Nakova · Anka Bakova · Anka Georgijeva                                                                   |
| Dvojec brez krmarja | Vzhodna Nemčija · Ute Steindorf · Cornelia Klier | Poljska · Malgorzata Dluzewska · Czeslawa Koscianska | Bolgarija · Sijika Barboulova · Stojanka Kubatova |
| Četverec s krmarjem | Vzhodna Nemčija · Ramona Kapheim · Silvia Frohlich · Angelika Noack · Romy Saalfeld · Kirsten Wenzel                                                                  | Bolgarija · Ginka Gjurova · Marijka Modeva · Rita Todorova · Iskra Velinova · Nadija Filipova                                                                                 | Sovjetska zveza · Marija Fadejeva · Galina Sovetnikova · Marina Studneva · Svetlana Semjonova · Nina Čeremisina                                                      |
| Osmerec             | Vzhodna Nemčija · Martina Boesler · Christiane Knetsch · Gabriele Lohs · Karin Metze · Kersten Neisser · Ilona Richter · Marita Sandig · Birgit Schütz · Marina Wilke | Sovjetska zveza · Nina Frolova · Marija Pajun · Olga Pivovarova · Nina Preobraženska · Nadežda Priščepa · Tatjana Stecenko · Jelena Terešina · Nina Umanec · Valentina Žulina | Romunija · Angelica Aposteanu · Elena Bondar · Florica Bucur · Maria Constantinescu · Elena Dobriţoiu · Rodica Frîntu · Ana Iliuţă · Rodica Puşcatu · Marlena Zagoni |

## Medalje po državah
| Poz    | Država              | Zlato | Srebro | Bron | Skupaj |
| 1      | Vzhodna Nemčija     | 11    | 1      | 2    | 14     |
| 2      | Sovjetska zveza     | 1     | 9      | 2    | 12     |
| 3      | Romunija            | 1     | 0      | 2    | 3      |
| 4      | Finska              | 1     | 0      | 0    | 1      |
| 5      | Bolgarija           | 0     | 1      | 3    | 4      |
| 6      | Združeno kraljestvo | 0     | 1      | 2    | 3      |
| 7      | Poljska             | 0     | 1      | 1    | 2      |
| 7      | Jugoslavija         | 0     | 1      | 1    | 2      |
| 9      | Češkoslovaška       | 0     | 0      | 1    | 1      |
|        |                     |       |        |      |        |
| Skupaj | Skupaj              | 14    | 14     | 14   | 42     |